# Skoky do vody na Letních olympijských hrách 1912
Skoky do vody na Letních olympijských hrách v Stockholmu.

## Medailisté

### Muži
| Kategorie      | Zlato                        | Stříbro                           | Bronz                           |
| -------------- | ---------------------------- | --------------------------------- | ------------------------------- |
| Prkno 3 m      | Paul Günther · Německo (GER) | Hans Luber · Německo (GER)        | Kurt Behrens · Německo (GER)    |
| Věž 10 m       | Erik Adlerz · Švédsko (SWE)  | Albert Zürner · Německo (GER)     | Gustaf Blomgren · Švédsko (SWE) |
| Věž (5 a 10 m) | Erik Adlerz · Švédsko (SWE)  | Hjalmar Johansson · Švédsko (SWE) | John Jansson · Švédsko (SWE)    |

### Ženy
| Kategorie | Zlato                              | Stříbro                         | Bronz                                    |
| --------- | ---------------------------------- | ------------------------------- | ---------------------------------------- |
| Věž 10 m  | Greta Johanssonová · Švédsko (SWE) | Lisa Regnellová · Švédsko (SWE) | Isabelle Whiteová · Velká Británie (GBR) |

## Přehled medailí
| Pořadí | Země           | Zlato | Stříbro | Bronz | Celkově |
| ------ | -------------- | ----- | ------- | ----- | ------- |
| 1      | Švédsko        | 3     | 2       | 2     | 7       |
| 2      | Německo        | 1     | 2       | 1     | 4       |
| 3      | Velká Británie | 0     | 0       | 1     | 1       |
| Celkem | Celkem         | 4     | 4       | 4     | 12      |